# Iván Sorokin
Iván Lukich Sorokin (en ruso: Ива́н Луки́ч Соро́кин; Petropávlovskaya, 4 (16) de diciembre de 1884-Stávropol, 3 de noviembre de 1918) fue un comandante militar del Ejército del Imperio ruso y del Ejército Rojo de Obreros y Campesinos. Luchó en la guerra ruso-japonesa, la Primera Guerra Mundial y la guerra civil rusa. Llegó a ser comandante en jefe del Ejército Rojo del Cáucaso Norte y comandante del 11.º Ejército del Ejército Rojo de Obreros y Campesinos.

## Biografía

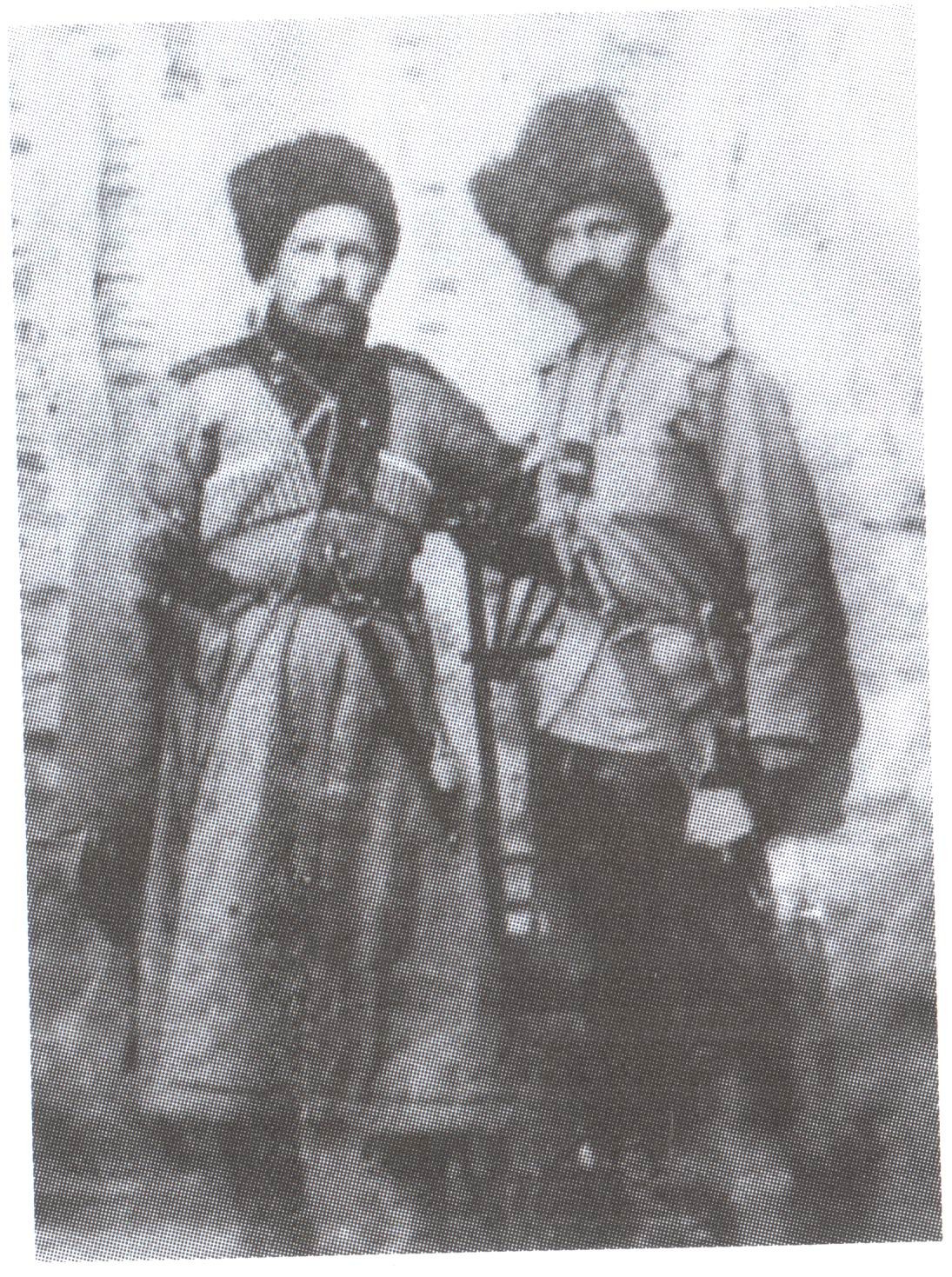
Sorokin en el Frente del Cáucaso en 1916.

Nació en Petropávlovskaya, en el otdel de Labinsk del óblast de Kubán del Imperio ruso, el 4 (16) de diciembre de 1884, en el seno de una familia cosaca del Kubán. En 1901 comenzó su servicio militar en el ejército imperial, participando en la guerra ruso-japonesa de 1904 y 1905.
Durante la Primera Guerra Mundial sirvió como feldsher en el 1.er regimiento de Labinsk en el Frente del Cáucaso. En 1915 fue enviado en comisión de servicio a la escuela de alféreces de Tblisi. Entre 1916 y 1917 sirvió en el 3.er regimiento de la Línea, siendo nombrado en ese último año yesaúl y condecorado con la Orden de San Jorge de tercera y cuarta clase.
A principios de 1918 organizó el primer Ejército Rojo de cosacos en el Kubán. Desde febrero de ese año fue ayudante del comandante del Ejército Rojo del Sudeste. Durante la primera campaña del Kubán del Ejército Voluntario (9 (22) de febrero - 30 de abril (13 de mayo) de 1918) dirigió la resistencia del conjunto de las fuerzas soviéticas en el Kubán. Tras la retirada el 1 (14) de marzo de las fuerzas de Víktor Pokrovski de Yekaterinodar, ocupó la ciudad sin combate. Según las notas de Denikin, en ese momento se dieron represalias políticas en la ciudad sobre los acusados de ser partidarios de los Kadetes. Tomó parte en la defensa de Yekaterinodar ante el infructuoso asalto de la ciudad por parte del Ejército Voluntario entre el 27 de marzo (9 de abril) y el 31 de marzo (13 de abril) de 1918. En junio de 1918 ejercía como ayudante del comandante del ejército de la República Soviética del Kubán.
Entre abril y mayo de 1918 dio apoyo al comandante en jefe del Ejército Rojo del Cáucaso Norte, Alekséi Avtonómov, con la autoridad civil de la República Soviética del mar Negro y Kubán. Poco tiempo después de la sustución en el puesto de Avtonómov por el mayor-general Andréi Snésarev el 21 de julio (4 de agosto) de ese año por decisión del Estado Mayor de Moscú, acusado de prácticas contrarrevolucionarias tras las derrotas ante el Ejército Voluntario en Tijoretsk y Kushchóvskaya, fue designado comandante en jefe del Ejército Rojo del Cáucaso Norte. El ejército de Sorokin estaba compuesto por entre 30 mil y 40 mil excombatientes del antiguo frente del Cáucaso, 80-90 ametralladoras y dos trenes blindados. Se situaba en la región de Kushchóvskaya y el Sosyka y tenía dos frentes: al norte contra los alemanes y al nordeste contra el Ejército del Don y el Ejército Voluntario. En octubre de 1918 fue nombrado comandante del 11.ºEjército Rojo.
A partir de principios de octubre de 1918 surgió el conflicto entre Sorokin y el Soviet Militar Revolucionario del Cáucaso Norte. El Soviet Militar Revolucionario había establecido una línea dura de reorganización disciplinaria interna conocida como "lucha contra el anarquismo" con la intención de asegurar la subordinación de los oficiales y combatientes. Estas directrices contrariaron a varios comandantes, entre los que se contaba Sorokin, acostumbrados a ser independientes, con poder prácticamente ilimitado, en las zonas que ocupaban. En la lucha por el poder, el 8 de octubre es fusilado en Piatigorsk el comandante del Ejército de Tamán I. I. Matvéyev y el 21 de octubre, por orden de Sorokin, es arrestado un grupo de dirigentes de la Comisión Electoral Central República Soviética del Cáucaso Norte y del Partido Comunista local en Piatigorsk (el presidente de la Comisión A. Rubin, el secretario del comité regional del partido M. Krainego, el presidente de la Cheka del frente B. Rozhanski y el delegado de alimentos de la Comisión S. A. Dunayevski. Por estos hechos, fue juzgado el 14 (27) de octubre de 1918, en el 2.º Congreso Extraordinario del Cáucaso Norte, por su posición contra el poder soviético, fue relegado de su puesto de comandante en jefe (en el que fue sustituido por Iván Fedkó) y declarado fuera de la ley. El 17 (30) de octubre fue arrestado por el regimiento de caballería del ejército de Tamán bajo el mando de M. Smirnov. Fue encarcelado junto con su escolta en Stávropol y el 19 de octubre (1 de noviembre) fue fusilado en el patio de la cárcel por el 3.er regimiento del 3.er regimiento de Tamán del la 1a División de Tamán bajo el mando de I. Vyslenko.

## En la literatura y el cine
Sorokin es uno de los protagonistas de la trilogía de Alekséi Tolstói El Camino del Calvario. En la versión cinematográfica, dirigida por Grigori Roshal, fue interpretado por Evgeni Matvéyev.